# Жданов, Евгений Александрович
Евге́ний Алекса́ндрович Жда́нов (1839—1892) — русский генерал, топограф.

## Биография
Евгений Жданов родился 19 февраля 1839 года; происходил из дворян Санкт-Петербургской губернии. Воспитывался в Нижегородском графа Аракчеева кадетском корпусе, из которого выпущен 16 июня 1856 года прапорщиком в Лейб-гвардейский Павловский полк, с прикомандированием к Михайловской артиллерийской академии.
По окончании курса наук, в 1858 году, был произведён в поручики с переводом в 21-ю артиллерийскую бригаду.
В 1860 году Жданов окончил курс Николаевской академии Генерального штаба по геодезическому отделению. За отличные успехи в науках произведён в штабс-капитаны и переведён в Генеральный штаб.
18 декабря 1862 года Е. Жданов назначен состоять при военно-топографическом депо, а в следующем году был командирован на Кавказ «для усиления работ по триангуляции Северного Кавказа».
В августе 1867 года получил назначение на должность помощника начальника военно-топографического отдела Кавказского военного округа.
В 1870 году Е. А. Жданов производил топографическую съемку Бессарабской области, за производство этой работы награждён орденом св. Станислава 2-й степени; в 1878 — для той же цели был командирован в Восточную Болгарию и в следующем году получил орден Святого Владимира 3-й степени.
В 1871 году был произведён в полковники, а в 1875 году Жданов получил орден Святой Анны 2-й степени.
24 января 1881 года Жданов был пожалован в генерал-майоры и назначен начальником топографической съемки западного пограничного пространства.
С 11 апреля 1886 года по 16 ноября 1892 года занимал должность начальника Военно-топографического отдела Кавказского военного округа, а затем, по расстроенному здоровью, был уволен от службы, с производством в генерал-лейтенанты.
Евгений Александрович Жданов умер в 1892 году.